# Sarah Chepchirchir
Sarah Chepchirchir (Distrito Nandi, Kenia, 27 de julio de 1984) es una deportista keniana, especializada en carreras de fondo. Ganó la maratón de Tokio en el año 2017 con un tiempo de 2:19:47, que fue el mejor registro en esta maratón.